# ديفيد كوت
ديفيد كوت (بالإنجليزية: David Cote)‏ هو صحفي أمريكي، ولد في 22 ديسمبر 1969 في غيلمانتون في الولايات المتحدة.

## وصلات خارجية
- الموقع الرسمي